# 鼻出しマスク

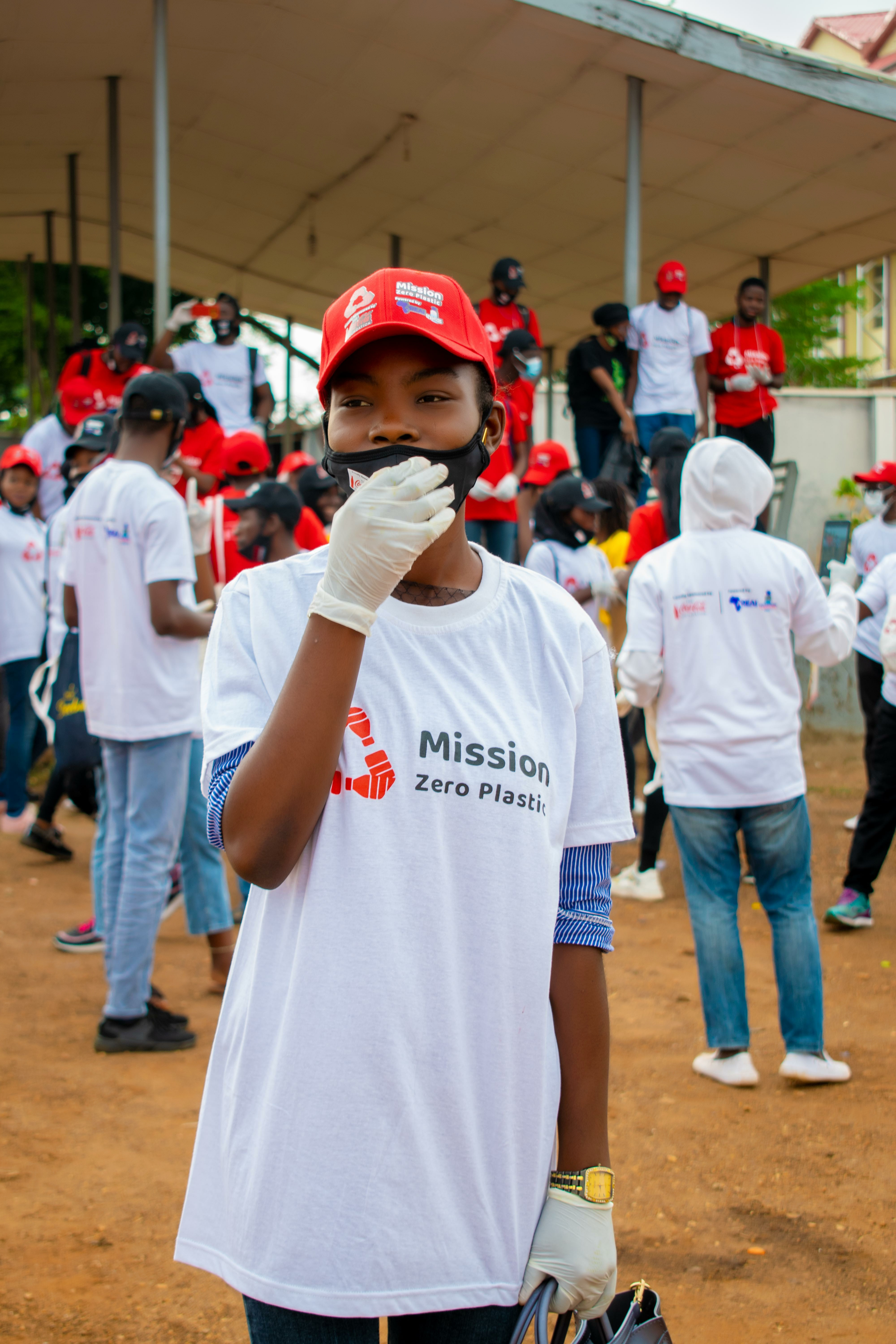
鼻出しマスク。鼻が覆われていないため、

鼻出しマスク（はなだしマスク）とは、鼻を出し、口のみを覆った状態でマスクを着用するという誤ったマスクの着用方法を示す俗語。従来より医療機関などで使用例があったが、新型コロナウイルス感染症の流行以降、報道などでも用いられている。
また、鼻マスク（はなマスク）と称されることもあるが、鼻に挿入する、あるいは鼻だけを覆うためのマスクとは別である。

## 鼻出しマスクのリスク
厚生労働省などによれば、鼻と口の両方を確実に覆うのが正しいマスクの着用方法である。
聖路加国際大学准教授の大西一成は、「呼吸やくしゃみの際は、鼻からも飛沫が出る。もし感染者が鼻を出してマスクしていた場合、周囲に感染させるリスクがある」と述べているほか、感染力をもったウイルス飛沫が漂っている環境で鼻で呼吸すると「自分が感染してしまう危険性がある」とも指摘している。
「鼻出しマスク」という言葉こそないものの、鼻を覆わない着用方法の危険性は海外でも指摘されている。

## 鼻出しマスクが問題となった事例
- 2021年1月16日に実施された大学入学共通テストにおいて、マスクから鼻が出ていることを監督者に注意された受験生の男が失格となった[10]。共通テストの受験上の注意には「常に正しくマスクを着ける」ことが示されており、「監督者などの指示に従わない場合は不正行為となる」ことも示されていた。男は6回にわたり試験監督者に注意されたが、「その指示には従いたくない」として従わなかった。その結果として男は失格となったが教室に居座り、他の受験生は別の教室に移動させられた。また、男は会場のトイレに立てこもり、建造物不退去の現行犯で逮捕された[11]。
- 2021年2月8日、自由民主党幹事長の二階俊博が、記者会見にて「鼻出しマスク」をしていたことに関して、立憲民主党の蓮舫や国文学者のロバート・キャンベルが苦言を呈した[12][13]。
- 2021年9月、若林純一臼杵市会議員が、鼻出しマスクで議会での発言を認められず、議長や市を提訴した[14][15][14]。裁判では、「表現の自由の侵害」「マスクの着用は有害無益」と訴えたが、選挙で最下位で落選し、訴えを取り下げた[16][17]。
- 2022年10月20日、猪瀬直樹参議院議員（維新）が、国会で「日本人のマスクは令和のちょんまげ、顔パンツ」と発言してマスクを外したが、委員長から注意され、鼻出しマスクで質疑を行った[18][19][20]。
- 2023年2月7日、日浦市郎棋士が、鼻出しマスクで3回連続反則負けした[21][22]。日本将棋連盟は、円滑な対局運営に支障が生じていることから、対局停止3カ月の懲戒処分を行った[23][24]。
- 反ワクチン団体神真都Qの弁護士である木原功仁哉と南出喜久治は、反ワクチン・マスク訴訟を行い、「鼻出し・あごマスク励行[25][26]」「日本国憲法は無効であるとする真正護憲論[27][28]」「ワクチンはビル・ゲイツによる人口削減計画[29]」などを主張している[30][31][29][32]。

## 条例や法律による規制
- カナダのアルバータ州では2020年12月8日より、州法により原則としてマスクの着用が義務化され、違反者には最高で10万ドルの罰金が課せられる。州法ではマスクで口・鼻・顎をすべて覆うことが必要とされている[8]。